# ファミリーロマンス
株式会社ファミリーロマンス（英: Family Romance.inc.）は、日本の代行代理出席サービスを行う会社である。

## 概要
2004年に石井裕一が知人のシングルマザーから悩みを相談されたことを機に、家族レンタルを専門に行う代行・代理出席サービス事業を目的として2017年に設立。

## 社長の石井裕一について
石井裕一は、日本の実業家であり、「家族レンタル」サービスを提供する企業・ファミリーロマンスの創業者・代表であるまた、任意団体「全日本執事協会」では「執事のベル」の名義で活動しているなお 社団法人登録されている一般社団法人 日本執事協会とは別組織である。

### 石井裕一によるやらせ不祥事の疑惑
2018年には、米国の有力誌『ザ・ニューヨーカー』において、同社のサービスを題材とした「60代会社員の告白『2年前から妻と娘をレンタルしています』」という長編記事が掲載され、翌2019年にはアメリカの権威ある「全米雑誌賞（National Magazine Awards）」のフィーチャーライティング部門を受賞した。
しかし2020年からの再調査を経て、2021年2月、『ザ・ニューヨーカー』誌は「証言の信憑性が揺らいだ」として、自ら受賞を辞退・返上した。同誌は「情報提供者の一部が記者を欺いていた」と結論づけ、米雑誌編集者協会もこれを受け入れた。
記事の主要な情報源のひとつが、ファミリーロマンス社代表の石井裕一であったことが後に明らかになっている。
石井はこの件について「賞の返上についてコメントする立場にない。ただし、やらせなどはしていない」と発言している。だが、名誉ある賞の返上という異例の対応は、石井および同社の提供情報の信頼性に疑義を生じさせる結果となった。

## 映画
2019年5月、ヴェルナー・ヘルツォークが監督した同社を元にしたフィクション映画『ファミリー・ロマンス・LLC』が第72回カンヌ国際映画祭の非コンペティション部門で披露された。ファミリーロマンスのような代行サービスを営む主人公を石井自身が演じている。配信サービスMUBIが配給権を購入し、2020年7月3日に24時間限定で無料配信された。
2023年6月に、石井裕一をモデルにした、実写映画「レンタル×ファミリー」が公開された。

## 書籍
2019年5月、石井は代行エピソードをまとめた『人間レンタル屋』（鉄人社）を著した。

## 不祥事
2019年5月、『NHKワールド JAPAN』で2018年11月に放送されたドキュメンタリー番組『Happier than Real』の中で依頼者として出演していた人物3人がファミリーロマンスのスタッフであったことが週刊新潮の取材により発覚した。同誌の取材を受けNHKが調査したところ、石井は「顔出しで取材に応じてくれる利用客が見つからなかったので、スタッフに依頼した」と捏造（やらせ）を認めた。また捏造はスタッフに利用客を演じさせる手口で、ファミリーロマンスの独断だったと説明した。
これを受け、2018年4月に同社に関する記事を掲載していた『ザ・ニューヨーカー』は、記事の再検証を行うと発表した。2020年12月、同誌は、取材対象者の計3名が記者および同誌のファクトチェッカーに対し虚偽の経歴を申告していたことを示す強い証拠が見つかったと発表した。石井は同誌の取材ではやらせは行ってはいないとして否定するコメントを出しているが、該当の記事は2019年に全米雑誌賞を受賞していたこともあり、同誌は2021年1月に同賞を返上していたことが同年2月に報じられた。なお、同賞が返上されるのは史上初である。
放送倫理・番組向上機構（BPO）は2020年3月31日、客として出演した3人が実際はファミリーロマンスが捏造したスタッフだったことに対し、事実確認が不十分であり、放送倫理違反であるとの意見を発表した。